# Ustilago shiraiana
Ustilago shiraiana je organismus, houba poškozující bambusy. Je zařazena do rodu sněť Ustilago, sněti prašné Ustilaginaceae. Je původní v Číně a Indii. Houba vyžaduje vysokou vzdušnou vlhkost (90-100%) a optimální teplota je 20- 21 °C. Patogen proniká do oček a projevuje se na mladých výhonech.

## EPPO kód
USTISH

## Zeměpisné rozšíření
Čína, Indie, Rusko, Indie, Japonsko, Korea, Srí Lanka, Tchaj-wan, USA 

## Hostitel
bambus Phyllostachys, Sasa, Arundinaria

## Příznaky
Černé skvrny na mladých letorostech a listech. Jsou infikovány pouze mladé výhony, projevy se opakují každoročně. Choroba vždy začíná poblíž poraněného pletiva.

## Ochrana rostlin
Pěstování odolných kultivarů, odřezání a spálení silně napadených výhonů. 